# Дитрих II/IV (граф Клеве)
Дитрих IV, по другой нумерации Дитрих II (нидерл. Diederik IV van Kleef; ок. 1125 — 27 апреля 1172) — граф Клеве с 1147 года. Сын Арнольда I Клевского и Иды Лувенской.
Был сторонником Штауфенов и при поддержке германских императоров добился усиления своей власти.

## Семья
Дитрих IV был женат на Адельгейде фон Зульцбах (ок. 1140 — 10 сентября 1189). Известны четверо их детей:
- Маргарита, муж — ландграф Тюрингии Людвиг III (ум.1190)
- Дитрих V, граф Клеве
- Адельхейда, с 1187 жена графа Голландии Дирка VII (ум.1203)
- Арнольд II (ок. 1155—1201), граф Клеве, сеньор фон Фалькенбург